# Lost Soul: The Doomed Journey of Richard Stanley's Island of Dr. Moreau
Lost Soul: The Doomed Journey of Richard Stanley's Island of Dr. Moreau è un documentario del 2014 diretto da David Gregory, che racconta le vicissitudini legate alla realizzazione del film del 1996 L'isola perduta, e in particolare quelle legate alla figura di Richard Stanley, il regista che in origine avrebbe dovuto dirigere la pellicola.

## Trama
In Lost Soul Gregory narra la sfortunata storia della realizzazione de L'isola perduta, terzo maggiore adattamento tratto dal romanzo fantascientifico L'isola del dottor Moreau di Herbert George Wells del 1895.
Il film ripercorre in particolare le vicissitudini legate alla figura di Richard Stanley, il regista che avrebbe dovuto dirigere la pellicola.
Stanley, reduce da due ottime prove nell'ambito del cinema di genere a basso costo (Hardware - Metallo letale e Demoniaca) si ritrovò per le mani la possibilità di girare un film ad altissimo budget e con un cast composto da grandi star (in origine, gli attori protagonisti avrebbero dovuto essere Marlon Brando, Bruce Willis e James Woods).
I dubbi nutriti sin dai primi giorni di lavorazione da parte della produzione nei confronti di un regista indipendente e "fuori dal sistema" come Stanley, l'incapacità dello stesso Stanley di gestire il budget e le risorse di un film prodotto da una major, le rinunce di Willis e Woods di partecipare al progetto (sostituiti da Val Kilmer e da David Thewlis) portarono all'allontanamento dello stesso Stanley dal set.
La regia fu affidata a John Frankenheimer, che si ritrovò a gestire un set ostaggio delle follie di Marlon Brando e di Val Kilmer, dei loro litigi, e di un'atmosfera ulteriormente appesantita dalle difficoltà logistiche di girare il film nel mezzo della foresta e in balia degli elementi della natura.